# Conradus de Pistoria
Conradus de Pistoria (Coradus, de Pistoia, de Pistoja) (début du XVe siècle) est un compositeur italien du Moyen Âge tardif et du début de la Renaissance, actif à Florence et dans l’Italie du Nord,.

## Biographie
Conradus de Pistoria est cité dans les histoires générales de la musique de cette période, y compris la New Oxford History of Music: Ars Nova and the Renaissance, 1300-1540  et le New Grove.  C'est un représentant italien de l'école de composition maniériste connue comme Ars subtilior, étroitement associée aux cours des papes schismatiques durant la période de la Papauté d'Avignon.
On ne connaît pratiquement rien de sa vie, sauf quelques indices et une référence d'archive. On l'associe à l’antipape Alexandre V et à l’antipape Jean XXIII. Les deux œuvres connues de Conradus  se trouvent dans un manuscrit de Bologne  où Alexandre V meurt en mai 1410. Avant sa venue à  Bologne, mais après son élection comme antipape en 1409, Alexandre se trouvait à Pistoia, probable lieu de naissance de Conradus. Conradus était probablement chanteur à l’église Santa Reparata de Florence, où les registres du personnel montrent qu’il a rejoint le chœur en  décembre 1410. Le nouvel antipape, arrivé à Florence vers la fin 1410, avait des relations étroites avec la famille de Médicis, et Conradus était probablement aussi dans sa cour.
En plus d’être compositeur, Conradus était frère augustin.
Deux de ses compositions ont survécu, deux ballades à trois voix.  L’une est en latin, ce qui indique sa relation avec la cour papale, l’autre est un texte séculier en français. Elles sont toutes deux des exemples d’écriture ars subtilior.

## Œuvres
Ses deux œuvres conservée se trouvent dans le Codex Modena (Mod A M 5.24) et en édition moderne dans le Corpus mensurabilis musicae, vol. 53/1-3.
- Veri almi pastoris musicale collegium (ballade ; 3 voix)
- Se doulz espour ne me donne confort (ballade ; 3 voix)

## Sources
- (en) Cet article est partiellement ou en totalité issu de l’article de Wikipédia en anglais intitulé « Conradus de Pistoria » (voir la liste des auteurs).